# In the Afternoon
«In the Afternoon» (с англ. — «Пополудни») — песня американского дуэта MGMT в жанрах альтернативного рока и психоделии. Первый сингл, выпущенный коллективом самостоятельно на их собственном музыкальном лейбле MGMT Records 11 декабря 2019 года через цифровую дистрибуцию. Впервые песня была исполнена 22 ноября 2019 года на концерте в городе Лас-Вегасе. 10 декабря 2019 группа выложила отрывок студийной записи композиции.
Песня состоит из клавишной мелодии и лёгкого баса, а её звучание вдохновлено творчеством рок-групп The Smiths и The Cure. «In the Afternoon» продолжает следовать стилю предыдущих работ MGMT, являясь «тёмной» по настроению песней. Её текст посвящён потребности в свободе и подозрении, что лирический герой никогда не найдёт ответы на свои жизненные вопросы, при этом лирика схожа с песнями из Congratulations, второго студийного альбома MGMT.
«In the Afternoon» удостоилась положительных отзывов от критиков. Многие обозреватели отмечали «жуткое» и загадочное звучание сингла, а также следование своему стилю, выработанному коллективом в предыдущих релизах, совмещённое с музыкальными экспериментами. По мнению рецензентов, качество сингла хорошо демонстрирует, что решение основать свой собственный лейбл звукозаписи и стать независимыми артистами было для MGMT верным и удачным.

## Создание и релиз

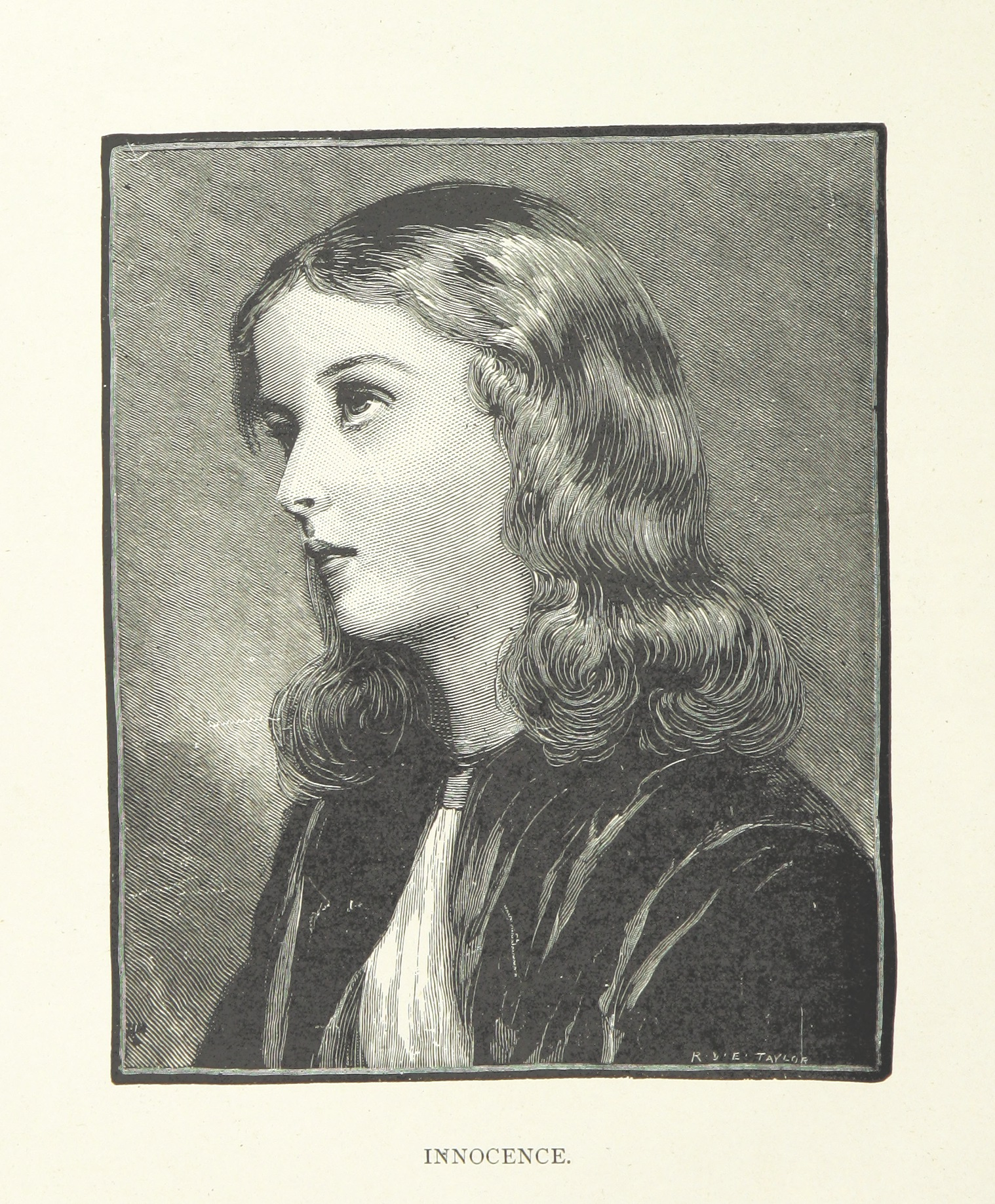
Обложка сингла основана на одной из иллюстраций британского журнала «», с подписью «Innocence».

Ближе к концу 2019 года MGMT покинули лейбл Columbia Records, на котором выпускались со времён своего первого студийного альбома, и основали свой собственный музыкальный лейбл, получивший название MGMT Records. После ухода с Columbia дуэт в ноябре 2019 записали на студии Sargent Recorders две новые песни: «In the Afternoon» и «As You Move Through the World». Композиция состоит из клавишной мелодии в быстром темпе и лёгкого баса с протяжным вокалом Ванвингардена. По мнению Даны Тетенбург из Euphoriazine.com, «In the Afternoon» является ещё более «тёмной» по настроению песней, чем все предыдущие работы коллектива. Текст «In the Afternoon» посвящён потребности в свободе и подозрении, что лирический герой никогда не найдёт ответы на свои жизненные вопросы. Музыкальные обозреватели и журналисты находили в композиции влияние творчества рок-групп The Smiths и The Cure, а стиль и содержание текста называли схожими с песнями из Congratulations, второго студийного альбома MGMT. Судя по интервью Эндрю Ванвингардена для радиостанции WFMU (17 ноября 2010 года), «In the Afternoon» была написана ещё в 2010 году, однако долгое время по неизвестным причинам её не издавали. В интервью Ванвингарден рассказывает, что на написание песни его вдохновило пребывание в больнице:
Я сегодня песню написал. <…> Она вроде как долго сидела у меня в голове после того, как я ранил своё плечо и был в больнице. И там было такое пищание, что-то вроде жизненных показателей со всех комнат, и оно создавало такой ритм. И это не то, откуда взялась песня, я скорее слушал это [пищание], чтобы прийти [к её написанию]. <…> Думаю, она называется как-то вроде „In the Afternoon“. Оригинальный текст (англ.)I wrote a song today. <…> It's kind of been in my head over and over since I hurt my shoulder and I was in the hospital. And there's just like beeping going on, it's kind of like all the vital signs of all the rooms, and was making this pattern. And that's not where the song came from, but I was like listening to that [beeping] to get [to it]. <…> I think it'something called „In the Afternoon“.
Впервые композиция была исполнена 22 ноября 2019 года на концерте MGMT в Pearl Concert Theater в городе Лас-Вегасе, штат Невада. 10 декабря в своих соцсетях группа выкладывает 16-секундный отрывок песни. Выход «In the Afternoon» состоялся 11 декабря 2019 года через цифровую дистрибуцию. Это стал первый независимый релиз группы на их собственном лейбле MGMT Records и первый с момента выхода их четвёртого студийного альбома Little Dark Age в феврале 2018 года. 20 марта 2020 года вышел второй сингл MGMT под названием «As You Move Through the World», вместе с которым «In the Afternoon» была выпущена ограниченным тиражом на 12-дюймовой виниловой пластинке. Одновременно с выходом «In the Afternoon» состоялся релиз музыкального видео на видеохостинге YouTube. Клип выполнен в стиле психоделии, в нём присутствуют изображения фракталов, старинных часов, зажиточных семей, котов, конфет, искажённые изображения природы, загадочные женские образы и сами артисты, исполняющие композицию в психоделическом освещении. В музыкальном видео используются водяной знак, стилизованный под таковые в клипах эры MTV. Режиссёрами выступили сами Ванвингарден и Голдвассер. На момент сентября 2022 года клип набрал больше 2 миллионов просмотров.

## Восприятие
В целом, песня удостоилась положительных отзывов от критиков. Редакция британского онлайн-журнала Far Out Magazine назвала песню «чудесно взращенной реликвией» и посчитала, что её «непринужденный тон звучит довольно хорошо», а их обозреватель Джек Уотли охарактеризовал «In the Afternoon» как красочную инди-поп мелодию, а музыкальный видео к ней — идеальным аккомпанементом. Он отметил труд, вложенный в создание композиции и клипа, и на основе этого посчитал удачным решение MGMT уйти из Columbia Records и стать независимыми артистами. Амелия Рейнс, представляющая радиостанцию Surg, в мае 2020 года призналась, что после релиза сингла в конце 2019 года она часто переслушивала его на протяжении нескольких месяцев. Она назвала песню «хаотичным и местами жутким треком», раскрывающим свежее и экспериментальное звучание MGMT. По мнению Рейнс, «In the Afternoon» пронизывает тема «освобождения», что в том числе выражается в строчке «relief is like candy» (рус. облегчение словно конфета). Амелия увидела в этом «явную метафору свободы», под которой подразумевается начало независимой карьеры группы. По мнению журналистки, «In the Afternoon», а также последовавший за ней «As You Move Through the World», позволяют взглянуть на творчество MGMT сделанное «без компромиссов».
Положительной реакции песня удостоилась и у российских обозревателей музыкальной индустрии. Журналистка Дарья Зарубина, представляющая издание «Газета.ru», включила «In the Afternoon» в список 7 лучших песен и клипов недели 6—13 декабря. По мнению Сергея Полянского из EatMusic.ru, «In the Afternoon», как и альбом Little Dark Age, не вписывается «в парадигму сегодняшней популярной музыки», однако по-прежнему звучит «интригующе, потрясающе и пугающе загадочно». Полянский также посчитал «In the Afternoon» доказательством того, что дуэт по-прежнему чувствуют себя уверенно в своём собственно выработанном музыкальном стиле. Положительной оценки Сергея удостоился и клип на песню, который он назвал красивым и красочным тёмным видео, выполненным «в лучших традициях клипов в эпоху дарк-вейва».

## Список композиций
| №  | Название           | Длительность |
| -- | ------------------ | ------------ |
| 1. | «In the Afternoon» | 3:46         |

## Участники записи
По данным Bandcamp:
- Эндрю Ванвингарден — текст, музыка
- Бен Голдвассер[англ.] — музыка
- Шон Кук — звукоинженер
- Дэйв Фридманн[англ.] — сведение
- Грег Кальби[англ.] — мастеринг